# Alpazia minima
Genre
Synonymes
- Lapazia Roewer 1949 nec Ferris 1937

Espèce
Synonymes
- Lapazia minima Roewer 1949

Alpazia minima, unique représentant du genre Alpazia, est une espèce d'opilions laniatores à l'appartenance familiale incertaine.

## Distribution
Cette espèce est endémique du département de La Paz en Bolivie. Elle se rencontre vers La Paz.

## Description
Le mâle syntype mesure 2 mm.

## Systématique et taxinomie
Cette espèce a été décrite sous le protonyme Lapazia minima par Roewer en 1949. Le nom Lapazia Roewer 1949 étant préoccupé par Lapazia Ferris 1937, il est renommé Alpazia par Özdikmen et Kury en 2006.

## Publications originales
- Roewer, 1949 : « Über Phalangodiden I. (Subfam. Phalangodinae, Tricommatinae, Samoinae.) Weitere Weberknechte XIII. » Senckenbergiana, vol. 30, p. 11–61.
- Özdikmen & Kury, 2006 : « Three homonymous generic names in Araneae and Opiliones. » Journal of Arachnology, vol. 34, no 1, p. 279-280 (texte intégral).